# 三重県道708号仁田多気停車場線

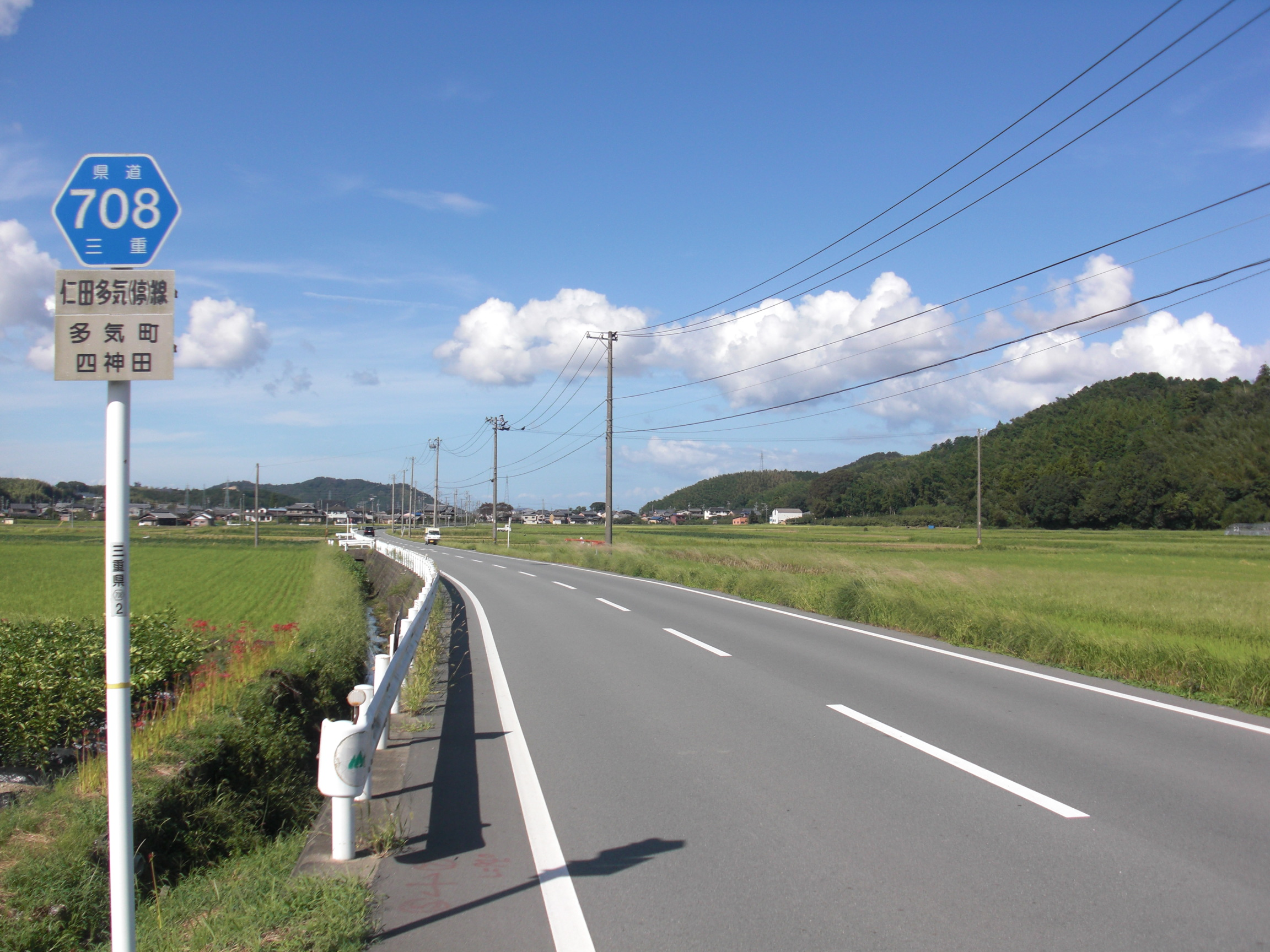
沿線風景（2011年9月）

三重県道708号仁田多気停車場線（みえけんどう708ごう にた たきていしゃじょうせん）は、三重県多気郡多気町内を通る一般県道である。佐奈地区（旧佐奈村）と多気駅を短絡する路線で、佐奈川の対岸にシャープの工場群が見える。

## 概要

### 路線データ
- 起点：多気郡多気町仁田字町村465-1番地先[1]（国道42号仁田北交差点）
- 終点：多気郡多気町多気（JR多気駅前）
  - 旧住所表記：多気郡多気町河田字大板78の8番地先[1]
- 総延長：3,405m

## 路線状況

### 重複区間
- 三重県道13号伊勢多気線：起点 - 多気町四神田
- 三重県道421号勢和兄国松阪線：多気町西池上・朝長 - 終点

### 利用状況
平日12時間交通量（平成17年度）
| 地点               | 交通量  |
| 多気郡多気町五佐奈 | 2,424台 |

## 地理

### 通過する地区
- 三重県多気郡多気町
  - 仁田（にた） - 西山（にしやま） - 四神田（しこうだ、しこだ） - 五佐奈（ごさな） - 西池上（にしいけべ） - 朝長（あさおさ） - 多気（たき）

### 接続する主な路線
- 国道42号：起点
- 三重県道13号伊勢多気線：多気町四神田
- 三重県道119号松阪度会線：終点
- 三重県道421号勢和兄国松阪線：終点、多気町西池上・朝長
- 三重県道529号多気停車場斎明線：終点
- 三重県道428号伊勢小俣松阪線：終点

### 沿線
- 五佐奈公民館
- 多気駅前郵便局
- JR紀勢本線・参宮線多気駅